# 蔡柏璋
蔡柏璋（1981年11月14日—），台灣劇場創作者，曾任台南人劇團聯合藝術總監、台灣大學戲劇系講師。曾於2002年作為喬治亞大學的交換學生，研讀戲劇相關課程一年。大學畢業後，創作電視影集型式舞台劇《K24》廣獲得好評，被劇評家陳正熙評為「台灣劇場最值得期待的青年創作者」，後多次重製，演出超過百場。蔡柏璋於2009年受邀與呂柏伸共同擔任台南人劇團聯合藝術總監。2011年，蔡柏璋亦由亞洲文化協會（A.C.C.）贊助，至哈佛大學定目劇團（A.R.T.）進修聲音演說課程半年，並遠赴莫斯科藝術學院參訪學習三個月。2015年赴法國巴黎西帖藝術村駐村，創作獨角戲《Solo Date》，該作品於愛丁堡國際藝穗節首演，大獲好評，受邀參加林茲電子藝術節開幕演出、舊金山國際藝術節。Podcast《柏覽會離題》、《王大閎您哪位？》主持人。目前正在德國吉森大學應用劇場系攻讀編舞暨表演碩士。

## 導演編劇作品
- 2002 戲劇主義no.1 《性世代首部曲》
- 2003 戲劇主義no.2 《非關治療》
- 2004 戲劇主義no.3 《RENT》
- 2005 莎士比亞的妹妹們的劇團 《e.Play.XD》 之 無限大 （編導）
- 2005 台南人劇團 《K24》 Episode 1&2 （編導）
- 2007 台南人劇團 《K24》 第一季完整版 （編導）
- 2009 台大戲劇系十年大戲《木蘭少女》編劇
- 2010 台南人劇團 《Q&A首部曲》編劇
- 2010 張韶涵潘朵拉演唱會音樂劇段落編劇
- 2011 台南人劇團x瘋戲樂工作室《木蘭少女》編劇
- 2011 台南人劇團x誠品《Re/turn》（編導）
- 2013 第十一屆台新藝術獎典禮節目策劃暨典禮主持人
- 2013 台南人劇團《Re/turn》（編導）
- 2014 國家交響樂團《與你共舞》編導兼說書人
- 2014 臺大戲劇系創系15週年製作《第十二夜》導演
- 2015 台南人劇團《Q&A二部曲》編劇
- 2016 台南人劇團《Solo Date》編導
- 2017 台南人劇團《天書第一部：被遺忘的神》編導
- 2018 雲門舞集二春鬥《Aller Simple》編舞
- 2023 台南人劇團《Reality No-Show》編劇、演員

## 演出作品

### 劇場表演作品
- 2001 台大戲研所《櫻桃園》飾加耶夫
- 2002 台大學期製作《高加索灰欄記》飾Singer
- 2002 如果兒童劇團 《抓馬歷險記》飾木蘭父/阿伯/魅影
- 2002 美國喬治亞大學《Violet] Radio》飾Singer
- 2003 莎士比亞的妹妹們劇團《30P：不好讀》《家庭深層鑽探手冊》飾17P/修全
- 2004 台大戲劇系第二屆畢業製作《第十二夜》飾Malvolio
- 2004 戲劇主義《RENT》飾Mark
- 2005 玉米雞兒童劇團《巫婆煮成一鍋湯》飾聰明豬
- 2005 創作社劇團《嬉戲Who-Ga-Sha-Ga》飾阿浩
- 2005 台南人劇團 《莎士比亞不插電2：哈姆雷》飾哈姆雷
- 2007 台南人劇團《白水》飾 許仙(高雄場)
- 2007 台南人劇團 《莎士比亞不插電3: 馬克白》飾 馬克白
- 2007 創作社劇團《夜夜夜麻3: 倒數計時》飾 Jerry
- 2008 英國皇家中央演說戲劇學院（RCSSD）《Devised Project》飾 Oedipus
- 2009 英國皇家中央演說戲劇學院（RCSSD）《The Year Of The Pig》飾 PIG
- 2010 台南人劇團《Q&A首部曲》飾 劉憶
- 2010 創作社《少年金釵男孟母》飾 尤侍寰、法官、鄭某等
- 2010 驫舞劇場《我》舞者
- 2011 台南人劇團X誠品《Re/turn》飾 Wasir
- 2013 台南人劇團《Re/turn》飾 Wasir
- 2013 台南人劇團《安平小鎮》飾 舞監
- 2013-2014 台南人劇團《浪跡天涯》飾Max
- 2015 台南人劇團《Q&A首部曲＋二部曲》飾劉憶
- 2016-2018 台南人劇團《Solo Date》獨角戲
- 2023 台南人劇團《Reality No-Show》飾呂吉元導演、劉憶

### 影視相關作品
- 2012 台灣電影《龍飛鳳舞》飾 小岳
- 2015 英國電影《Perfect Hunch of an Agoraphobe》飾 Harvey T'ang
- 2016 英國短片《Everyone Knows》飾 Jamie
- 2025 台灣影集《親密之海》編劇、聯合導演、飾
- 2025 台灣影集《忘了我記得》編劇

## 得獎經歷
- 2005 第三屆台新藝術獎首獎 [嬉戲Who-Ga-Sha-Ga] 演員
- 2007【莎士比亞不插電:3馬克白】入圍第五屆台新藝術獎年度十大表演節目
- 2007【木蘭少女】獲得第十三屆府城文學獎劇本類正獎
- 2008 第五屆【Keep Walking圓夢學堂】得主
- 2009【家有酷兒】入選台灣文學獎
- 2009【Q&A】獲得國家文藝基金會補助創作
- 2011 天下雜誌遴選表演藝術類Future Young Leader
- 2011 亞洲文化協會臺灣授奬人
- 2011 表演藝術雜誌戲劇類年度代表人物
- 2017 德國柏林戲劇節國際論壇台灣代表
- 2019 亞洲文化協會臺灣授獎人
- 2022《Reality No-Show》榮獲廣藝基金會第四屆【表演藝術金創獎】金獎

## 外部連結
- 蔡柏璋 Pao-Chang Tsaifacebook專頁
- Podcast《柏覽會離題 （页面存档备份，存于）》
- 散文：如果能有回頭率 （页面存档备份，存于）
- 回到史坦尼斯拉夫斯基．人作為一種技藝 （页面存档备份，存于）個人部落格
- 台灣大學戲劇系講師資料